# ایتامار مدیکال
ایتامار مدیکال (انگلیسی: Itamar Medical) شرکت تجهیزات پزشکی اسرائیلی است، که در سال ۱۹۹۷ توسط گیورا یارون تأسیس شد.